# القرش الغربي المبتلع
القرش الغربي المبتلع (سنتروفوراس ويسترالينسيس) هو نوع من أنواع القرش squaliform (القرشيات) اكتشف عام 2008.وقد تم تحديد هذه الأنواع سابقا كبديل عن القرش المبتلع الأبكم، ومع ذلك قد تختلف استنادا إلى تكوينها. عرف القرش الغربي في مياه غرب أستراليا وكذلك مياه أندونيسيا ومياه جزر جنوب المحيط الهندي,وقد صنف الاتحاد الدولي للحفاظ على الطبيعة (IUCN)هذا القرش ضمن قائمة (الأنواع غير المهددة بالانقراض)

## التصنيف
جرى تقديم أول وصف لهذا النوع عام 2008 من قِبل ويليام توبي وايت و هو باحث في هيئه البحوث الأسترالية ( (CSIRO )و ديفيد أيبرت و هو باحث في مركز أبحاث القرش في المحيط الهادئ في موس لاندنج في كاليفورنيا، وليونارد جاي في كومباينو، و هو أيضا باحث في مركز أبحاث القرش لمتاحف إزيكو، وقد نشر في مجلد أوصاف شوندرشثيانز الأسترالي الجديد، الذي قام أيضًا فيما مضى بنشر أوصاف لـستة و ثلاثين نوعًا آخر من أسماك القرش و و اسماك الزلاجات و السمكة الشعاعية والكيميرا وسمك الفئران. ولم يتم التمييز بين هذه الأنواع عن القرش المبتلع الأبكم (سنتروفورس هاريزون)و الذي له مظهر مماثل إلا بعد نشر وصف هذا النوع من أسماك القرش.